# Pires do Rio (microregio)
Pires do Rio is een van de 18 microregio's van de Braziliaanse deelstaat Goiás. Zij ligt in de mesoregio Sul Goiano en grenst aan de mesoregio's Leste Goiano in het oosten en noorden en Centro Goiano in het noordwesten en westen en de microregio's Meia Ponte in het zuidwesten en Catalão in het zuidoosten. De microregio heeft een oppervlakte van ca. 9418 km². Midden 2004 werd het inwonersaantal geschat op 91.936.
Tien gemeenten behoren tot deze microregio:
| - Cristianópolis - Gameleira de Goiás - Orizona - Palmelo - Pires do Rio | - Santa Cruz de Goiás - São Miguel do Passa-Quatro - Silvânia - Urutaí - Vianópolis |

Mesoregio's: Centro Goiano · Leste Goiano · Noroeste Goiano · Norte Goiano · Sul Goiano

Microregio's: Anápolis · Anicuns · Aragarças · Catalão · Ceres · Chapada dos Veadeiros · Entorno de Brasília · Goiânia · Iporá · Meia Ponte · Pires do Rio · Porangatu · Quirinópolis · Rio Vermelho · São Miguel do Araguaia · Sudoeste de Goiás · Vale do Rio dos Bois · Vão do Paranã